# Partia Zielonych (Norwegia)
Partia Zielonych (nor. Miljøpartiet de Grønne) – norweska partia polityczna należąca do Europejskiej Federacji Partii Zielonych.
W wyborach samorządowych w 1991 Zieloni norwescy weszli do kilku rad miast, głównie w miejscowościach średniej wielkości. Podczas wyborów samorządowych w 1995 Zieloni utrzymali dotychczasowe pozycje, a nawet uzyskali kilka nowych miejsc np. w Tromsø, jednak ponownie nie znaleźli się w radzie miasta w Oslo. 
Miljøpartiet de Grønne w wyborach parlamentarnych w 2005 roku uzyskała zaledwie 0,23% głosów.
Jednakże już w 2013, podczas wyborów parlamentarnych MDG uzyskało 2,8% głosów, co dało im po raz pierwszy w historii ugrupowania jednego posła w parlamencie. 
4 lata później ugrupowanie uzyskało 3,2% głosów, co jednak nie zmieniło ich sytuacji w parlamencie. W wyborach parlamentarnych w 2021 roku partia uzyskała 3,94% głosów co dało im 3 posłów w stortingu.    